# Salvador Rueda
Salvador Rueda, född 1857 i Benaque (Macharaviaya, Málaga), död 1933, var en spansk skald.
Rueda hade varit korgosse, lantarbetare, snickare med mera, tills han genom Nuñez de Arce fick anställning i den officiella tidningen La Gaceta i Madrid. Juan Valera ansåg, att Rueda låtit påverka sig av "modernism, dekadentism, symbolism och andra parismoder", mot vilken åsikt Rueda protesterade. Hans diktning präglas av stark naturkänsla och lyrisk färgprakt. Han sjunger om livsglädje och evig ungdom, om jorden, som alltid är skön, och himmelen, som alltid är blå, i vers, som är rytmisk och välklingande, men ej fri från svulst. Adolf Hillman skriver i Nordisk familjebok: "Liksom man på sin tid applåderade Castelars tal utan att analysera, så gör man nu med R:s dikter, i hvilka understundom en naiv själfbeundran framskymtar."  Rueda företog vidsträckta resor och blev i synnerhet i Sydamerika föremål för entusiastiskt mottagande och lagerkröningar. Med förbigående av en del ungdomsdikter utgörs Ruedas arbeten i bunden form av En tropel (1893), El pais del sol (samma år), Lenguas de fuego (1898), El César (samma år), Piedras preciosas (1901), Fuente de salud (1906) och Trompetas de órgano (1907), samlingar, som alla är färgrika och versifikatoriskt mästerliga, men ojämna. År 1911 utgav Rueda ett band Poesías completas, som innehåller El poema á la mujer, Lira religiosa, Romancero, Visiónes nuevas, El libro de mi madre, Sonetos, Frutos da España, El friso del Partenón, La procesión de la naturaleza med mera, och 1914 en samling Cantando por ambos mundos, som innehåller Del país de las cañas, Miserere, Sierra Nevada, Cantos de vendimia, Resurrección, Sonetos, Vaso de rocío med flera diktcykler. Av noveller och romaner utgav Rueda också  ett stort antal: Costumbres populares (1885), El patio andaluz (1886), El cielo alegre (1887), El guzano de la luz (1889), reseskildringen Granada y Sevilla (1890), La reja (samma år), Bajo la parra, La gitana (1892), Nubes de estío, La paranda, Cuentos y cuadros, Cuadro bohemio, Estrellas errantes, novellsamlingen Tanda de valses och romanen La copula, som är ett helgande av det sinnliga i äktenskapet.